# Shimpling
Shimpling är en by (village) och en civil parish i Babergh, Suffolk i sydöstra England, Parish har 395 invånare (2001). Den har en kyrka.